# Stéphanie de Beauharnais
Stéphanie, Mare Ducesă de Baden (28 august 1789 – 29 ianuarie 1860) a fost soția lui Karl, Mare Duce de Baden.
A fost bunica maternă a regelui Carol I al României și străbunica paternă a regelui Ferdinand al României.

## Biografie

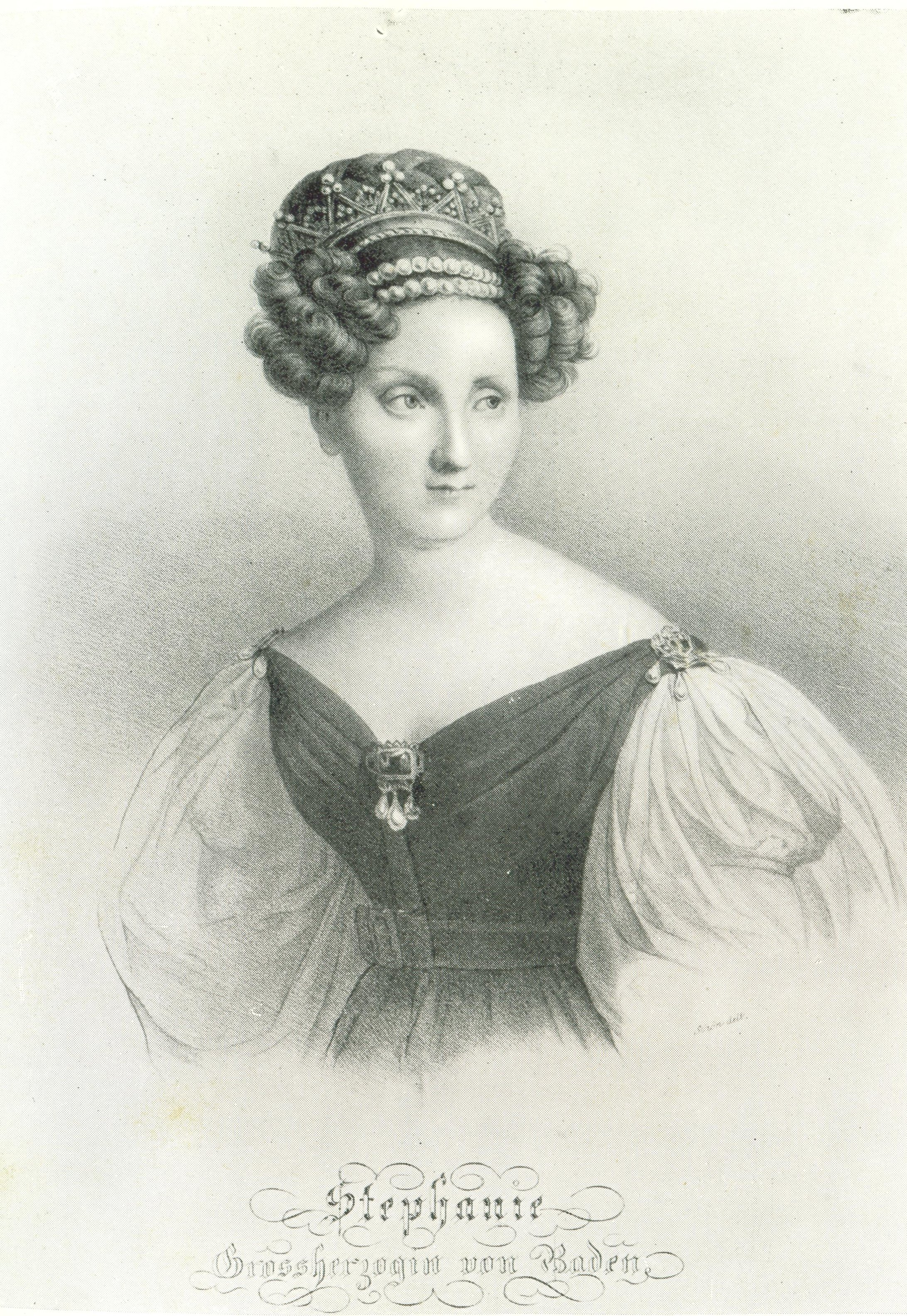
Portret al Marii Ducese Stephanie de Baden.

Născută la Versailles la începutul Revoluției franceze, Stéphanie a fost strănepoata lui Claude de Beauharnais (1680–1738) și Renée Hardouineau (1696–1744) care s-au căsătorit în 1713. Fiul lor cel mare a fost François de Beauharnais, marchiz de la Ferte-Beauharnais (1714–1800) care a servit ca guvernator al Martinicăi. Fiul cel mic a fost Claude de Beauharnais, Conte de Roches-Baritaud (1717–1784), care a fost bunicul patern al Stephaniei.
Claude s-a căsătorit în 1753 cu Marie Anne Françoise Mouchard (1738–1813), cunoscută între poeți ca Fanny de Beauharnais. Fiul lor cel mare a fost Claude de Beauharnais, al 2-lea Conte de Roches-Baritaud (1756–1819). În 1783 al 2-lea Conte s-a căsătorit cu Claude Françoise de Lezay (1767–1791). Din căsătorie a rezultat nașterea lui Alberic de Beauharnais (1786–1791) și a Stephaniei. Tatăl ei s-a recăsătorit în 1799 cu Suzanne Fortin-Duplessis (1775–1850) cu care a avut o fiică, Joséphine de Beauharnais, marchiză de Quiqueran-Beaujeu (1803–1870).
Soarta familiei ei va fi definită de către o altă Joséphine. La data de 13 decembrie 1779 Alexandre, Viconte de Beauharnais, văr primar cu tatăl ei, s-a căsătorit cu Joséphine Tascher de la Pagerie. La data de 23 iulie 1794, Alexandre a fost ghilotinat. Josephine a avut aventuri cu mai multe figuri influente ale Directoratulului francez, inclusiv cu Paul Jean François Nicolas Barras. Mai târziu o va prezenta pe noua sa favorită lui Napoleon Bonaparte. Curând Napoleon a început să-i facă curte iar la 9 martie 1796 s-au căsătorit.
Generalul Napoléon era acum tatăl vitreg al copiilor lui Joséphine: Eugène de Beauharnais și Hortense de Beauharnais, veri de gradul doi cu Stephanie. După încoronarea lui Napoleon ca împărat al Franței la 2 decembrie 1804, ca membră a noii familii imperiale, Stephanie avea reședința la Palatul Tuileries. Noul statut i-a permis să trăiască o viață luxoasă.
Ca o consecință a eforturilor lui Napoleon pentru a asigura o alianță cu Prințul-elector de Baden, Stephanie a trebuit să părăsească Franța. Napoleon nu avea un moștenitor legitim propriu. A adoptat-o pe Stephanie  și a numit-o "prințesă franceză". Căsătoria a avut loc la Paris, la 8 aprilie 1806. La 25 iulie 1806, noul ei socru a devenit Mare Duce de Baden.

## Copii
La 10 iunie 1811, Karl Ludwig Friedrich i-a succedat bunicului său la tronul ducatului de Baden. El și Marea Ducesă Stephanie au avut patru copii:
- Prințesa Luise Amelie Stephanie de Baden (5 iunie 1811 – 19 iulie 1854). S-a căsătorit la 30 noiembrie 1830 cu Gustav, Prinț de Vasa.
- Prințesa Josephine Friederike Luise de Baden (21 octombrie 1813 – 19 iunie 1900). S-a căsătorit la 21 octombrie 1834 cu Karl Anton.
- Prințul Alexander de Baden (1 mai - 8 mai 1816)
- Prințesa Marie Amelie Elisabeth Karoline de Baden (11 octombrie 1818 – 8 octombrie 1888). S-a căsătorit la 23 februarie 1843 cu William Alexander Anthony Archibald Douglas-Hamilton, al 11-lea Duce de Hamilton.

## A se vedea și
- Genealogia regelui Mihai I, nr. 35